# Cerkiew św. Jerzego w Ząbkowicach Śląskich
Cerkiew pod wezwaniem św. Jerzego – prawosławna cerkiew parafialna w Ząbkowicach Śląskich. Należy do dekanatu Wrocław diecezji wrocławsko-szczecińskiej Polskiego Autokefalicznego Kościoła Prawosławnego.
Świątynia mieści się przy ulicy Kłodzkiej.
Ząbkowicka cerkiew to dawna katolicka kaplica szpitalna. Powstała w XIV w. W XIX w. dokonano jej przebudowy. W latach 1966–1967 budynek przystosowano dla potrzeb liturgii prawosławnej. W trakcie adaptacji odkryto XIV-wieczny fresk przedstawiający św. Jerzego. Pierwszy remont świątyni wykonano już w końcu lat 60., w związku z częściowym zniszczeniem dachu przez wichurę. We wnętrzu cerkwi umieszczono współczesny ikonostas.
W latach 1992–1995 dokonano kolejnego remontu świątyni, m.in. umocniono więźbę dachową, przebudowano ściany, wymieniono posadzkę, odnowiono wnętrze. Po kolejnym remoncie wnętrza (2009–2012), cerkiew została konsekrowana 4 lutego 2012.
Dzięki wsparciu Ministerstwa Kultury i Dziedzictwa Narodowego rozpoczęto odbudowę zniszczonej części świątyni – do 2017 r. wzmocniono mury i uzupełniono w nich ubytki oraz wykonano systemy odwodnień i izolacji, następnie (do listopada 2020 r.) wykonano strop oraz nową konstrukcję dachową, którą pokryto dachówką, a także wymurowano zachodnią ścianę szczytową. W 2021 r. wykonano nową stolarkę okienną i drzwiową, wymieniono instalację elektryczną oraz położono nowe tynki w nawie.
Obiekt wpisano do rejestru zabytków 30 marca 1965 pod nr A/5154/1260.